# Helești
Helești falu Romániában, Erdélyben, Fehér megyében. Közigazgatásilag Bucsony községhez tartozik.

## Fekvése
Bucsum-Muntár közelében fekvő település.

## Története
Heleşti korábban Bucsum-Muntár része volt, 1956 körül vált külön 34 lakossal.
1966-ban 53, 1977-ben 38, 1992-ben 34, 2002-ben 31 román lakosa volt.